# André Bettex
Pour les articles homonymes, voir Bettex.
André Bettex, né le 7 février 1909 à Combremont-le-Petit (canton de Vaud) et mort le 1er janvier 2005 à Dieulefit, est un pasteur connu pour avoir participé à la protection de Juifs contre le nazisme. Il est reconnu « Juste parmi les nations » en 1988 par l'Institut Yad Vashem.

## Biographie
Cadet de 11 enfants, André Bettex est né en 1909 dans le village de Combremont-le-Petit en Suisse romande. Il grandit dans un climat familial profondément attachés aux valeurs chrétienne. Il fait des études de théologie et en 1934, il est nommé pasteur de l'Église libre du Riou au-dessus du Chambon en Haute-Loire et de l’Église réformée de Freycenet.
Durant la guerre il participe au réseau de passeurs, sauveteur et accueil de juifs .
Il prend sa retraite à Dieulefit.
Le 22 octobre 1990 invité à Yad Vashem, André Bettex témoigne de son engagement : 
« Très honoré par l'invitation de YV à venir à Jérusalem pour la cérémonie d'aujourd'hui et à visiter une partie du pays de la Bible, je tiens à souligner trois choses. J'ai accepté la médaille des Justes au nom de tous ceux qui m'ont aidé dans le sauvetage de quelques Juifs dans les limites de nos possibilités et des circonstances. Mon engagement pour secourir, aider, sauver, risquer, d'où venait-il ? Il venait de notre formation et de notre connaissance biblique dues au devoir de l'hospitalité. Partage ton pain avec celui qui a faim et fait rentrer dans ta maison les fugitifs sans asile. ... Notre engagement venait aussi de l'obligation de la conscience, de l'obéissance à Dieu placée avant l'autorité des hommes, donc à l'autorité. Mes vœux les plus chers vont vers votre peuple, votre pays, pour le présent et pour son glorieux destin. »